# Archinemapogon ussuriensis
Archinemapogon ussuriensis är en fjärilsart som beskrevs av Aleksei Konstantinovich Zagulajev 1962. Archinemapogon ussuriensis ingår i släktet Archinemapogon och familjen äkta malar. Inga underarter finns listade i Catalogue of Life.